# Boks
Boks, pięściarstwo – sport walki, w którym dwóch zawodników walczy ze sobą jedynie przy użyciu pięści, pierwotnie bez rękawic, a od początku XX w. już w rękawicach.

## Historia

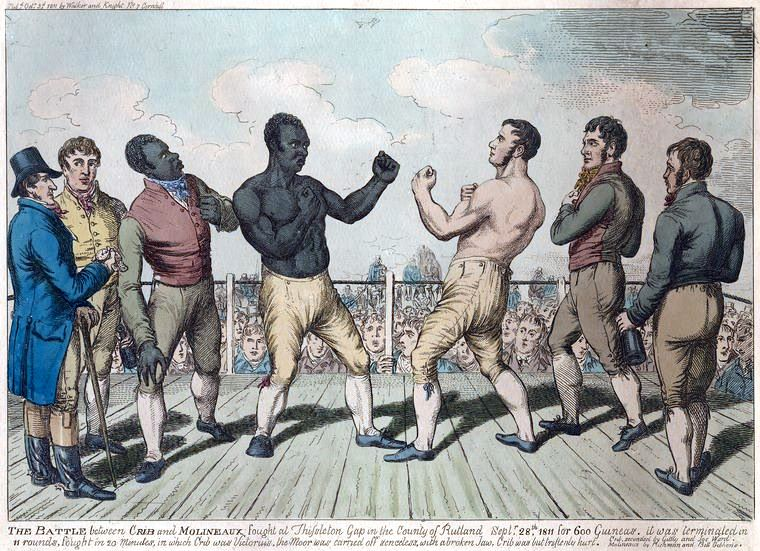
Walka na pięści o mistrzostwo Anglii z 1811 roku: Tom Cribb kontra Tom Molineaux

Walka na pięści jest jednym z najstarszych sportów, znanym już w starożytnej Grecji i w Cesarstwie Rzymskim. Znajdował się on w programie antycznych igrzysk olimpijskich. Statyczne bijatyki dwóch zawodników były bardzo brutalne i czasem kończyły się śmiercią. Walki te, toczone z minimalną ilością reguł, niewiele miały wspólnego z boksem – sportem, jaki narodził się w 1719 roku w Anglii. Wówczas to James Figg, uznawany za pierwszego w historii mistrza Anglii, założył przy Tottenham Court Road w Londynie akademię boksu. Walczący nie nosili rękawic i zadawali ciosy aż któryś z nich został znokautowany lub opadł z sił. Jack Broughton, który w 1730 roku zastąpił Figga, przez 18 lat zachował mistrzowski tytuł i jako pierwszy skodyfikował podstawy zasad tego sportu. Wstrząśnięty śmiercią na ringu jednego ze swych przeciwników, George’a Stevensona, sformułował i wprowadził w życie zbiór zasad znany jako Broughton’s Rules, które w I połowie XIX wieku zostały zastąpione przez London Prize Ring Rules.
Zręby współczesnego zawodowego boksu wywodzą się od opublikowanych w 1867 roku w Wielkiej Brytanii zasad zwanych Queensberry Rules, które po raz pierwszy wprowadziły wymóg zakładania rękawic. Początkowo współistniały one z zasadami londyńskimi, jednak do końca XIX wieku praktycznie je wyparły i walki w rękawicach stały się standardem (np. od 1889 roku bezwzględnie obowiązują one w USA). Symbolem tych przemian stał się John L. Sullivan – uznawany za ostatniego mistrza w walce na gołe pięści, a zarazem pierwszego mistrza świata wagi ciężkiej w walce w rękawicach.
W roku 1916 podjęto ważną decyzję o ograniczeniu oficjalnych zawodowych walk o mistrzostwo świata do 15 rund po trzy minuty każda, z jednominutowymi przerwami. W latach 80 XX wieku, wskutek tragicznej śmierci koreańskiego boksera Kim Duk-koo, zawodowe walki ograniczono do 12 rund.

### Boks amatorski
Jako sport amatorski boks pojawił się w programie nowożytnych igrzysk olimpijskich już w 1904 roku, podczas igrzysk w Saint Louis, a nieobecny był tylko raz, w roku 1912 (ze względu na zakaz uprawiania tego sportu w Szwecji). Wielu zawodowych mistrzów świata wagi ciężkiej było wcześniej mistrzami olimpijskimi – między innymi Muhammad Ali, Joe Frazier, George Foreman, bracia Michael i Leon Spinks, Lennox Lewis i Wołodymyr Kłyczko.
W 1946 roku powstało Międzynarodowe Stowarzyszenie Boksu Amatorskiego (AIBA). Obecnie liczy ono ponad 190 członków (tj. krajowych związków bokserskich). Od 1974 roku pod jego egidą organizowane są amatorskie mistrzostwa świata.
Sankcjonowane przez AIBA walki od 2009 roku trwają trzy rundy po trzy minuty (mężczyźni), cztery rundy po dwie minuty (kobiety) albo trzy rundy po dwie minuty (juniorzy). W przeciwieństwie do zawodowców, amatorzy, w zawodach innych niż międzynarodowe, mogą nosić ochraniacze głowy (kaski). Odmienny niż w boksie zawodowym jest również system punktacji (punkty przyznawane są na bieżąco przez sędziów za każdy celny cios).

## Kontrowersje
Mimo wielu zmian – udoskonalenia metod sędziowania, lepszego przygotowania bokserów i opieki medycznej – urazy w boksie są częste. Spory między różnymi organizacjami roszczącymi sobie prawo sankcjonowania walk o mistrzostwo świata uniemożliwiają ustalenie jednolitej hierarchii zawodników w poszczególnych kategoriach wagowych. Podobnie wygląda sytuacja w boksie amatorskim. Z tego względu MKOL już kilkakrotnie groził usunięciem boksu z programu olimpijskiego, zwłaszcza po rozmaitych skandalach związanych z poziomem sędziowania i niektórymi werdyktami sędziów. Do złej opinii o boksie przyczyniają się niekiedy bardzo poważne urazy, a nawet śmierć zawodników.
U zawodowych pięściarzy może występować schorzenie neurologiczne encefalopatia bokserska.

## Ciosy
Ciosy bokserskie stanowią podstawowy element techniki w walce bokserskiej, ciosy bokserskie są prawidłowe jeżeli zadawane są przednią, wypchaną częścią zamkniętej rękawicy (często oznaczoną na biało) w przednie i boczne części głowy (do linii uszu) oraz powyżej pasa z przodu i z boku do linii ramion opuszczonych luźno wzdłuż tułowia. Rozróżnia się: ciosy sierpowe, ciosy proste, ciosy z dołu. W zależności od tego, która ręka zadaje ciosy rozróżnia się ciosy prawe i lewe; w zależności od celu, w który wymierzony jest cios, dzieli się je na ciosy na górę (w głowę) i ciosy na dół (w tułów); w zależności od ich zasięgu wyróżnia się ciosy krótkie i długie.
- Ciosy proste – ciosy bokserskie najczęściej stosowane w walce, charakteryzujące się duża szybkością i skutecznością, stosowane są w ataku na dystans i w półdystansie oraz jako kontrciosy w obronie, rozróżnia się cztery podstawowe ciosy proste: lewy prosty na górę (w głowę), lewy prosty na dół (w tułów), prawy prosty na górę (w głowę) oraz prawy prosty na dół (w tułów). W angielskiej terminologii bokserskiej cios wykonywany tą ręką, po której stronie znajduje się wysunięta do przodu noga, określa się jako jab, zaś przeciwną ręką jako cross.
- Ciosy sierpowe – ciosy boczne, które dochodzą do przeciwnika z boku, trafiając w boczne części głowy oraz tułów, stosowane najczęściej w półdystansie. Ciosy sierpowe charakteryzują się silną pracą skrętną tułowia z przeniesieniem ciężaru ciała w kierunku ciosu przy współudziale pracy nóg, bioder i barków. Podstawowymi ciosami sierpowymi są lewy sierpowy, prawy sierpowy, lewy sierpowy wydłużony oraz prawy sierpowy wydłużony. W angielskiej terminologii określane jako hook.
- Ciosy z dołu (podbródkowe, haki) – ciosy bokserskie zadawane są ręką ugiętą w łokciu, stosowane w półdystansie i w zwarciu, w ataku i obronie, podstawowymi ciosami z dołu są prawy z dołu i lewy z dołu. W angielskiej terminologii określane jako uppercut.

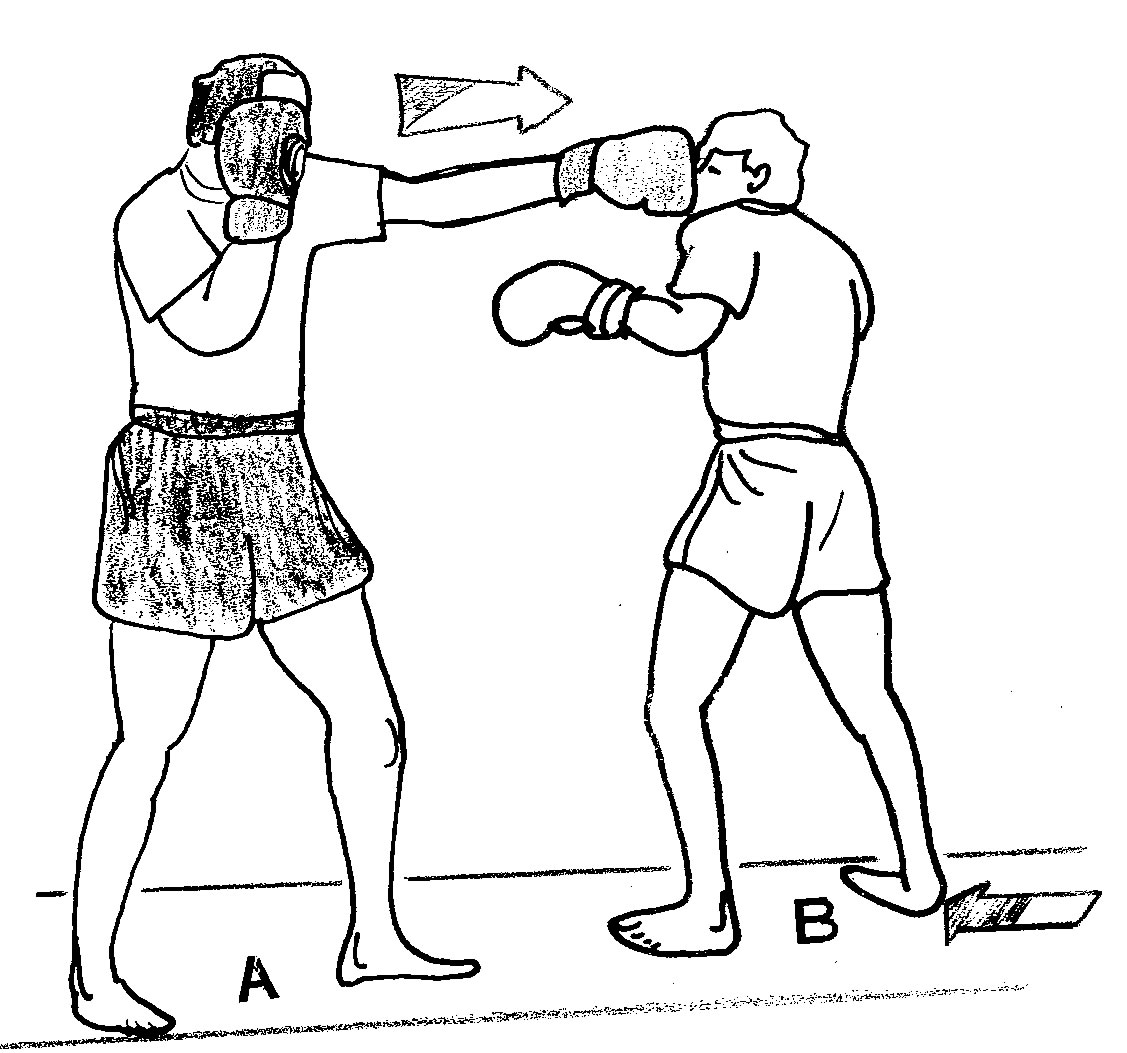
Lewy prosty
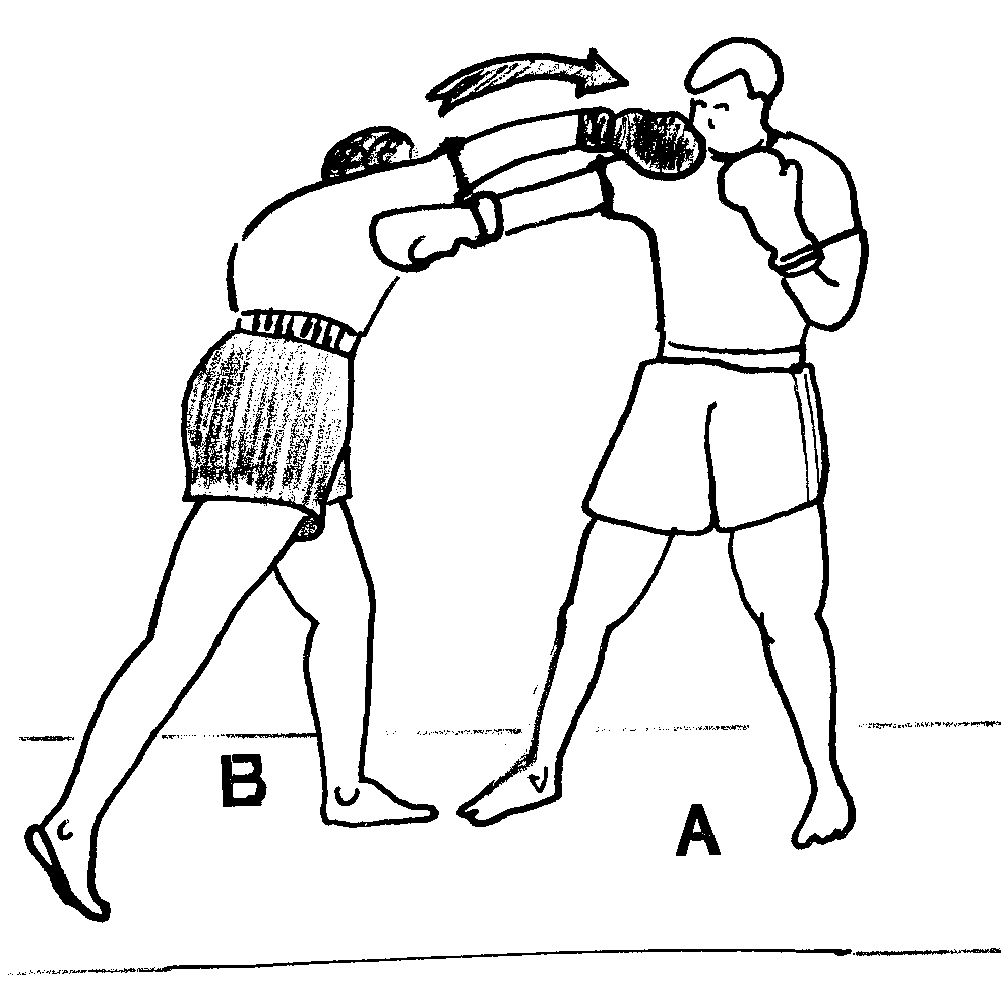
Prawy prosty
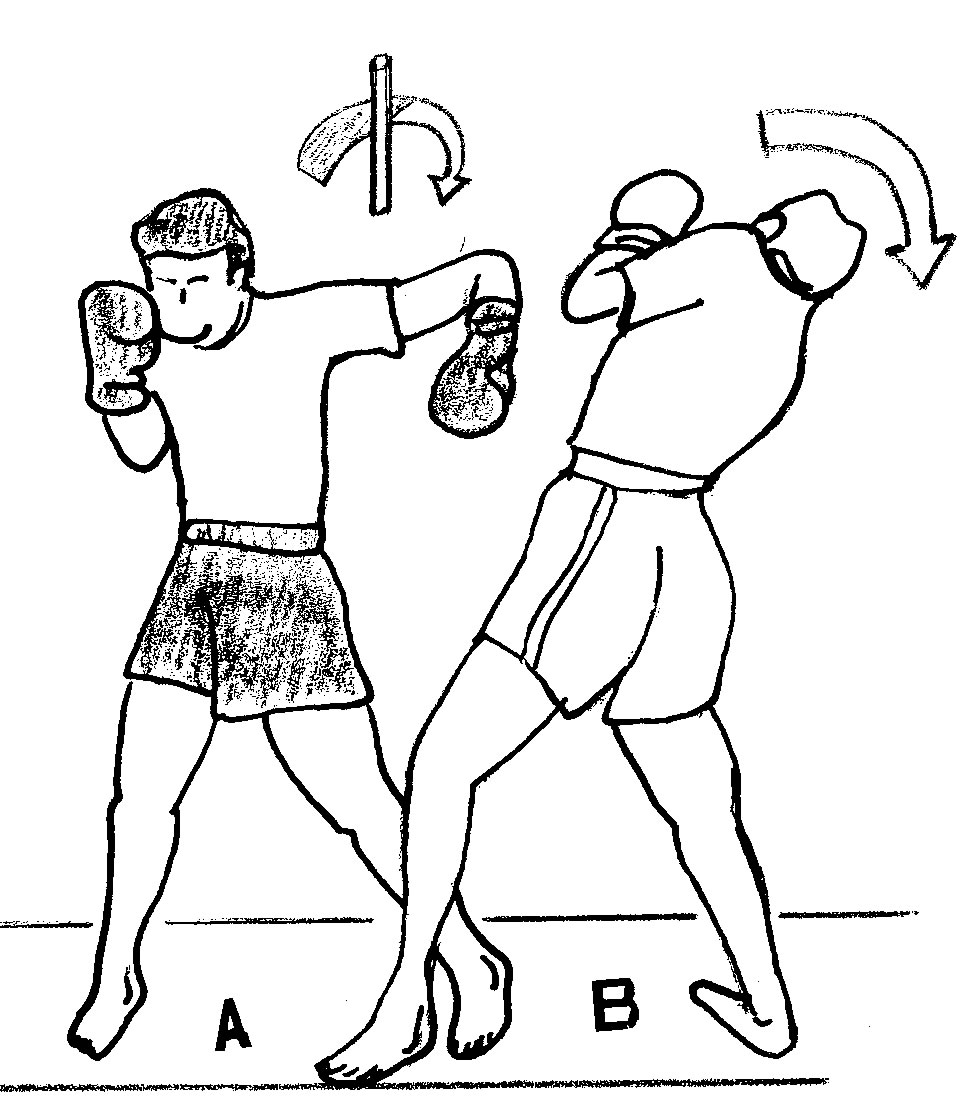
Lewy sierpowy
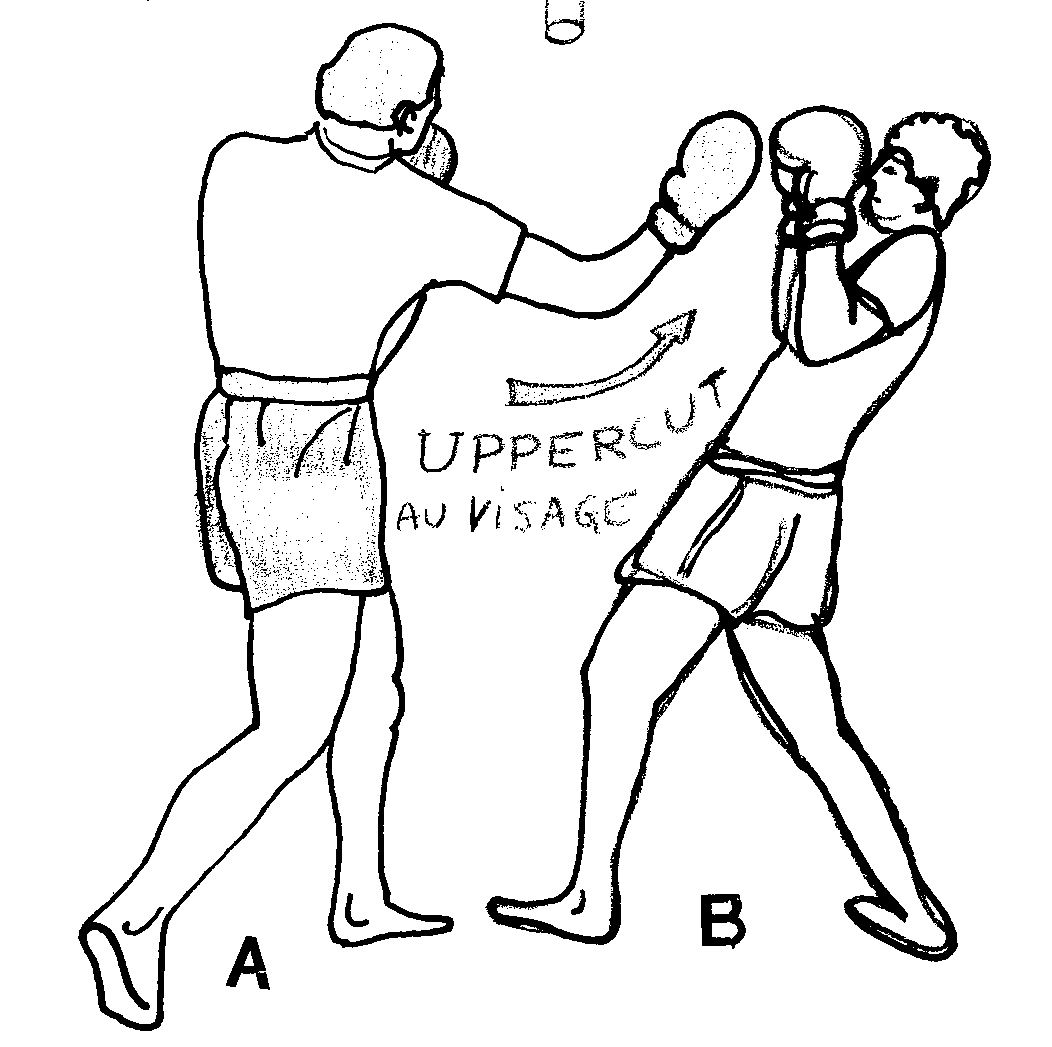
Cios z dołu (podbródkowy)

## Pozycja bokserska

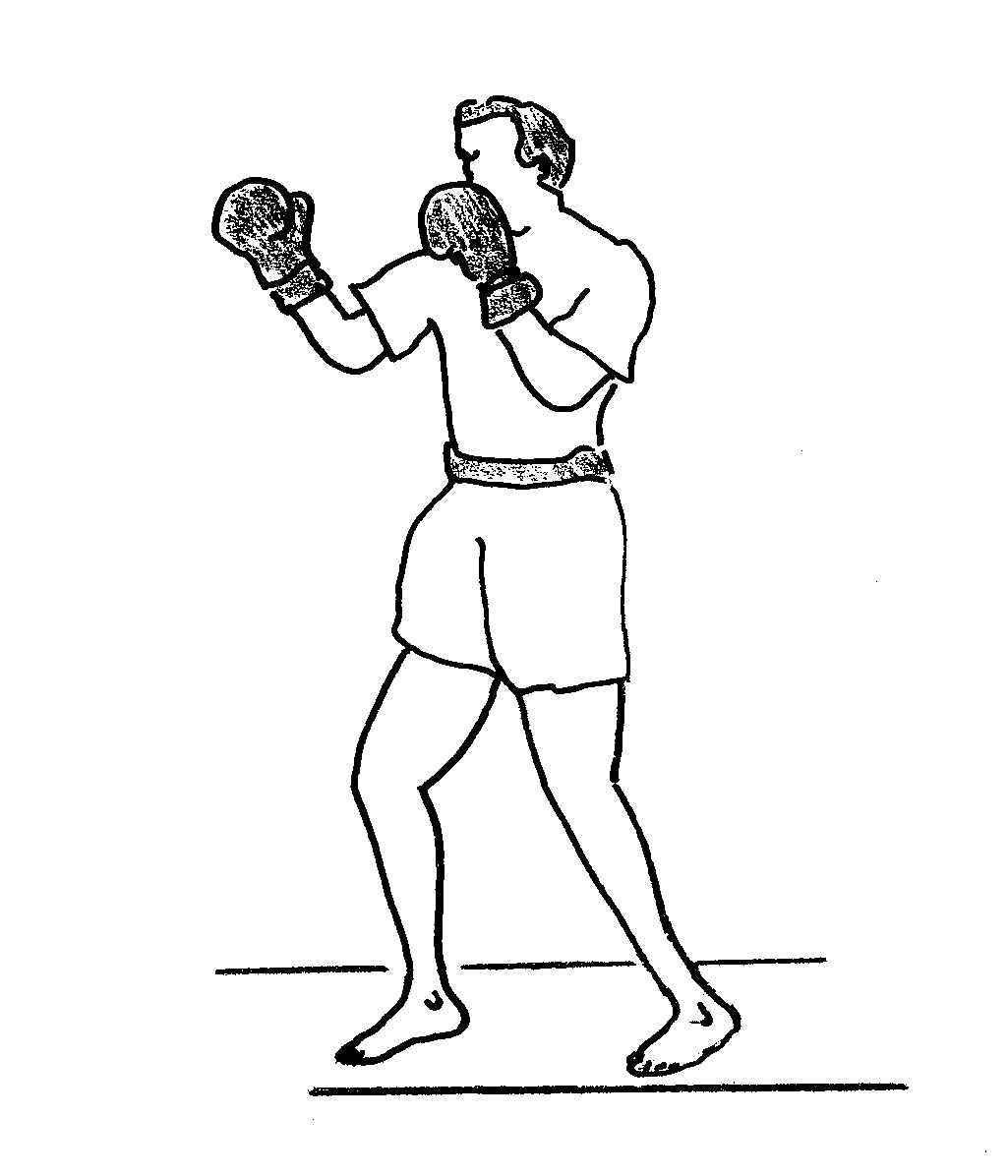
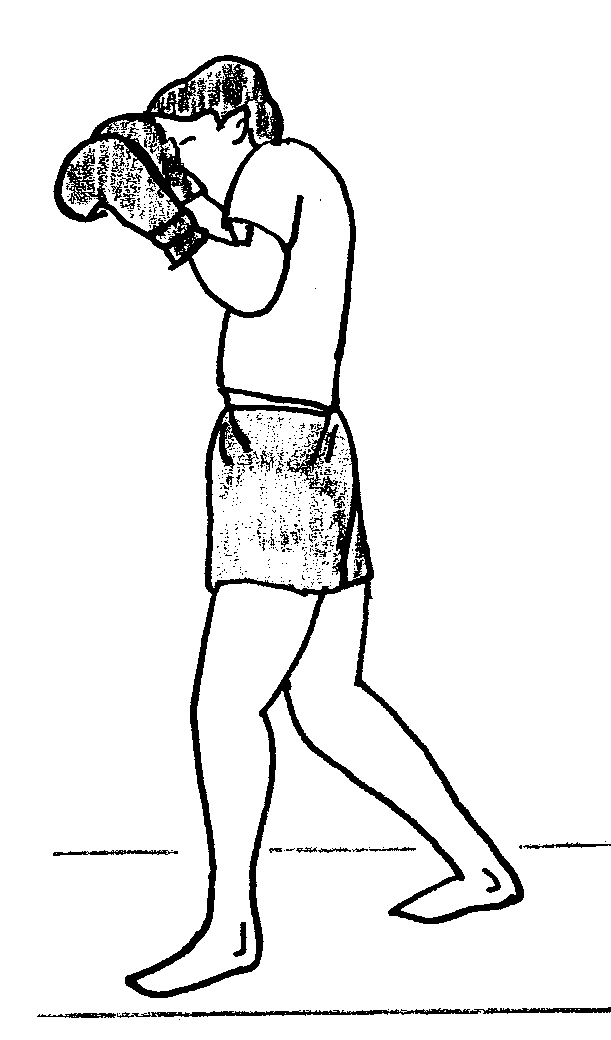
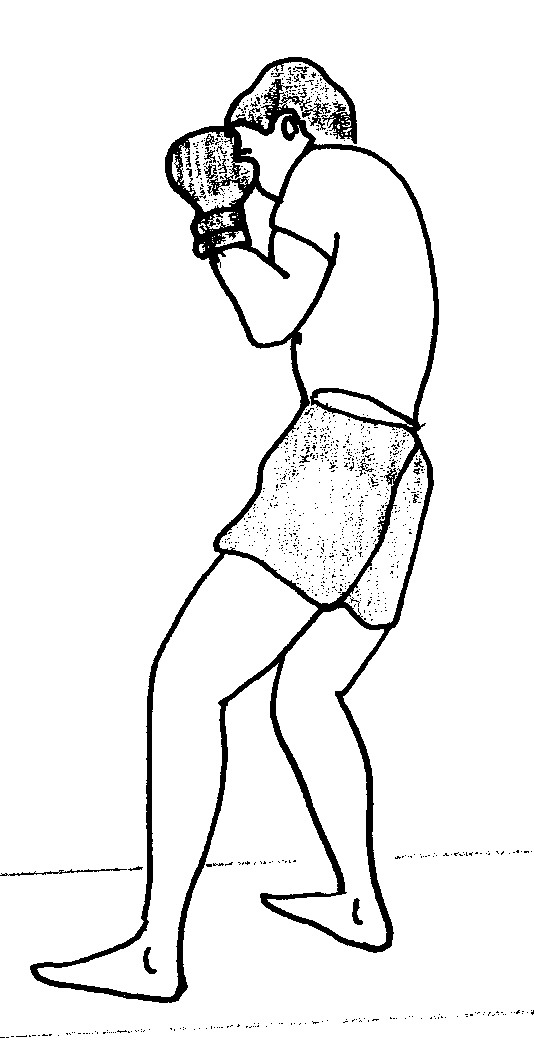

## Pozycje obronne
- Odskok – element techniki stosowany w obronie, w którym bokser wychodzi poza zasięg ciosów przeciwnika przez odbicie z obu nóg. Odskok jest skuteczną obroną bierną przed każdym rodzajem ciosów.
- Odchylenie – element techniki stosowany w obronie polegający na cofnięciu tułowia poza zasięg ciosów przeciwnika, przy czym nogi i biodra ustawione w pozycji bokserskiej pozostają nieruchome, odchylenie stosowane jest w obronie przed ciosami prostymi na górę oraz ciosami sierpowymi.
- Garda – element techniki stosowany w walce bokserskiej jako obrona bierna; polega na takim ustawieniu rękawic i przedramion, by chroniły boksera przed ciosami przeciwnika.
- Zakrok – cofnięcie nogi w celu uniknięcia ciosu i następnie wyprowadzenia kontry

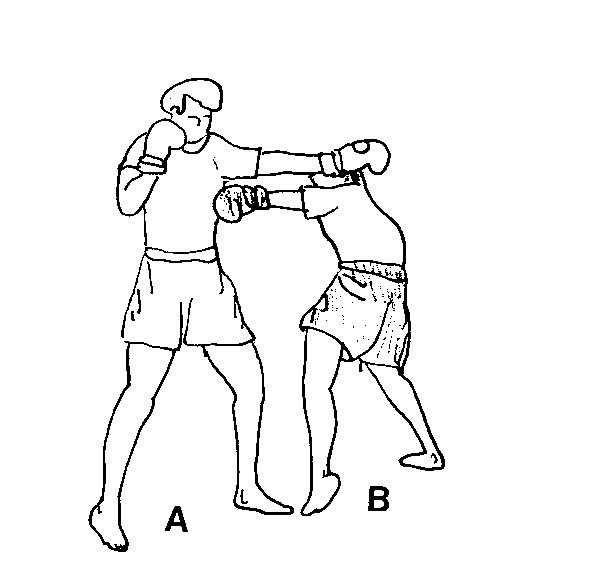
Podejście
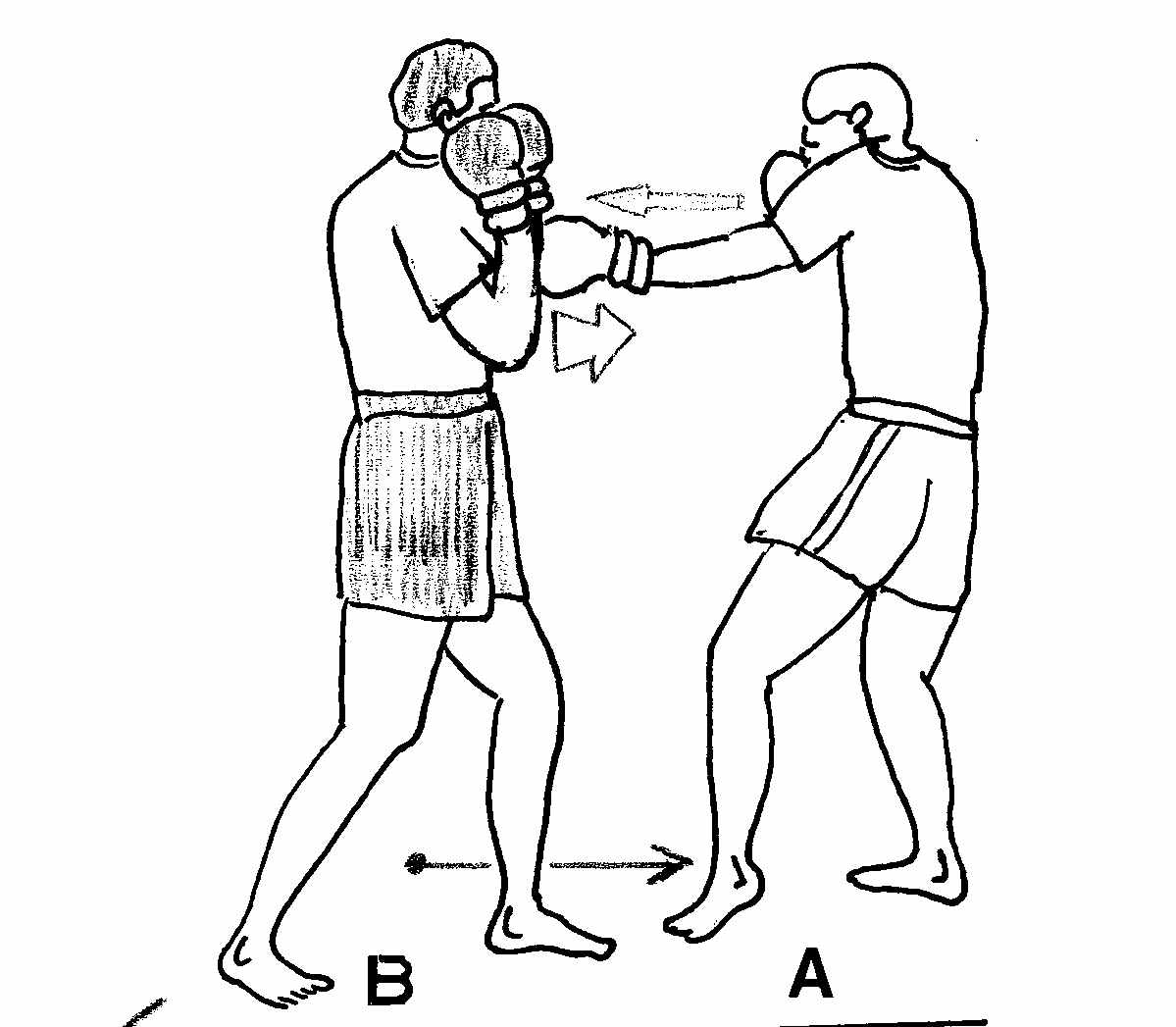
Blok (rękoma)
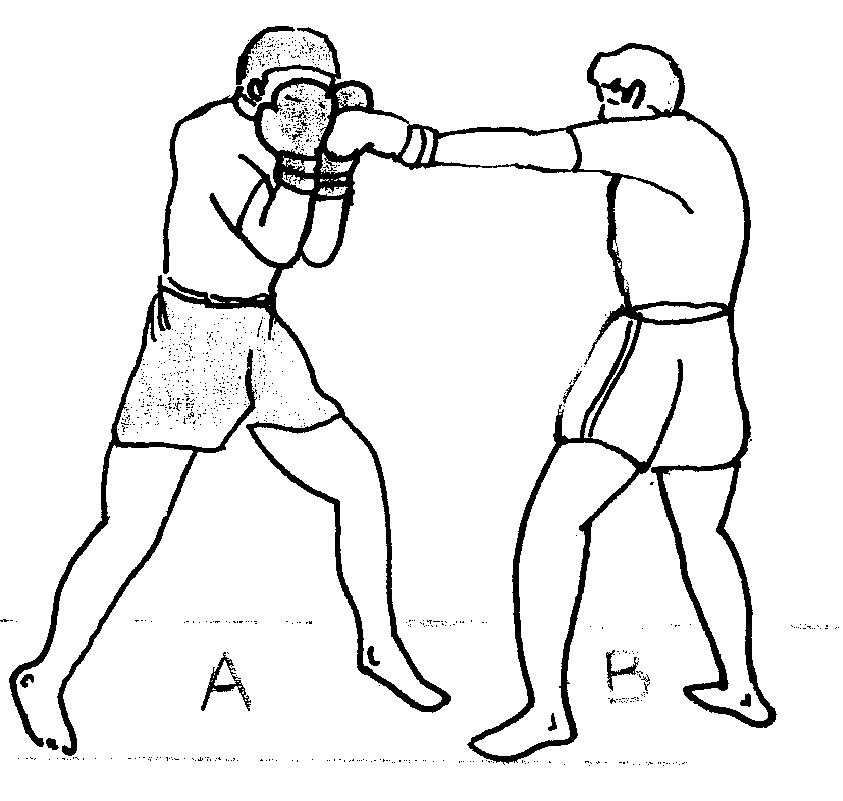
Blok (rękawicami)
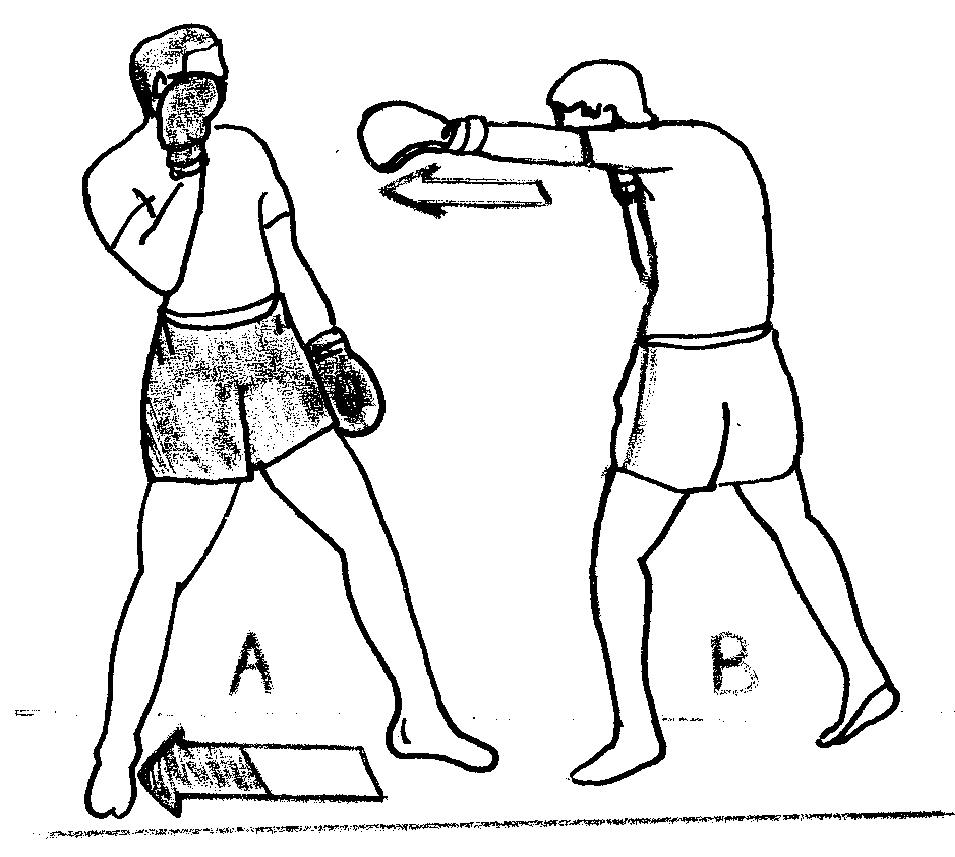
Odskok
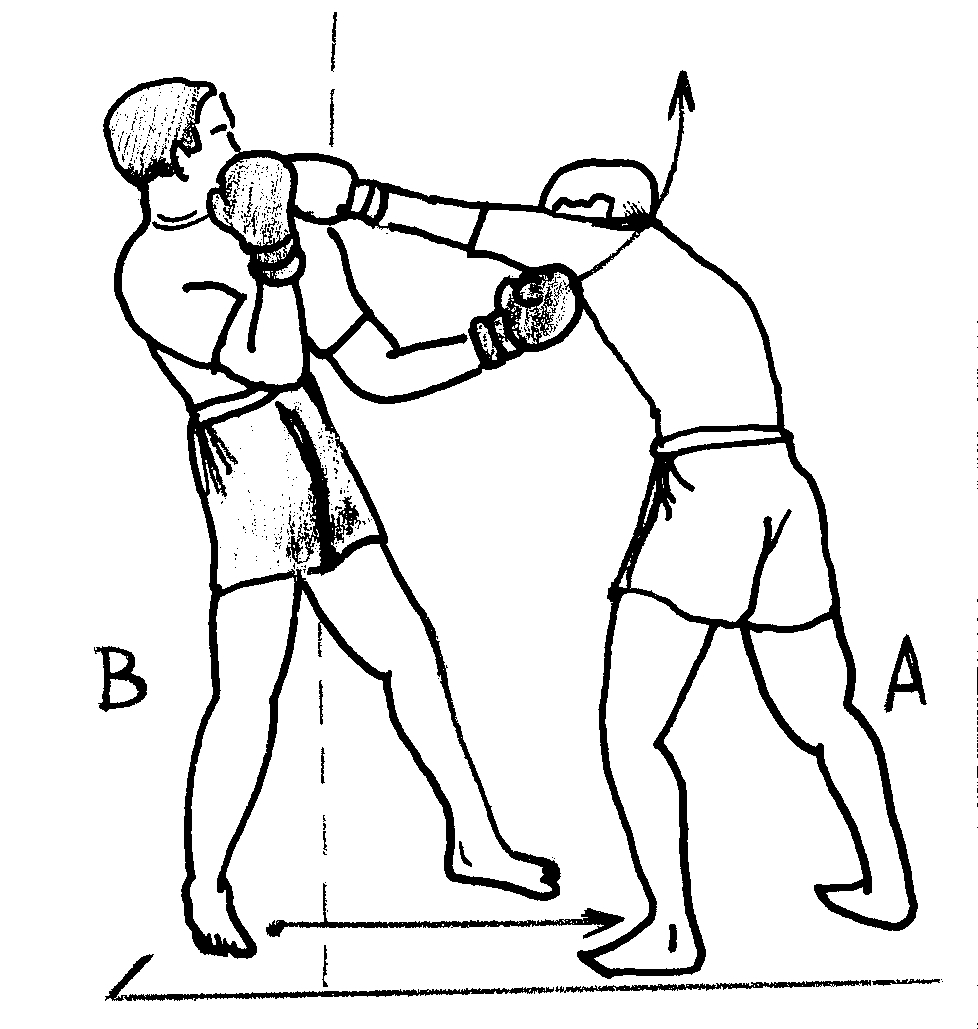
Odchylenie
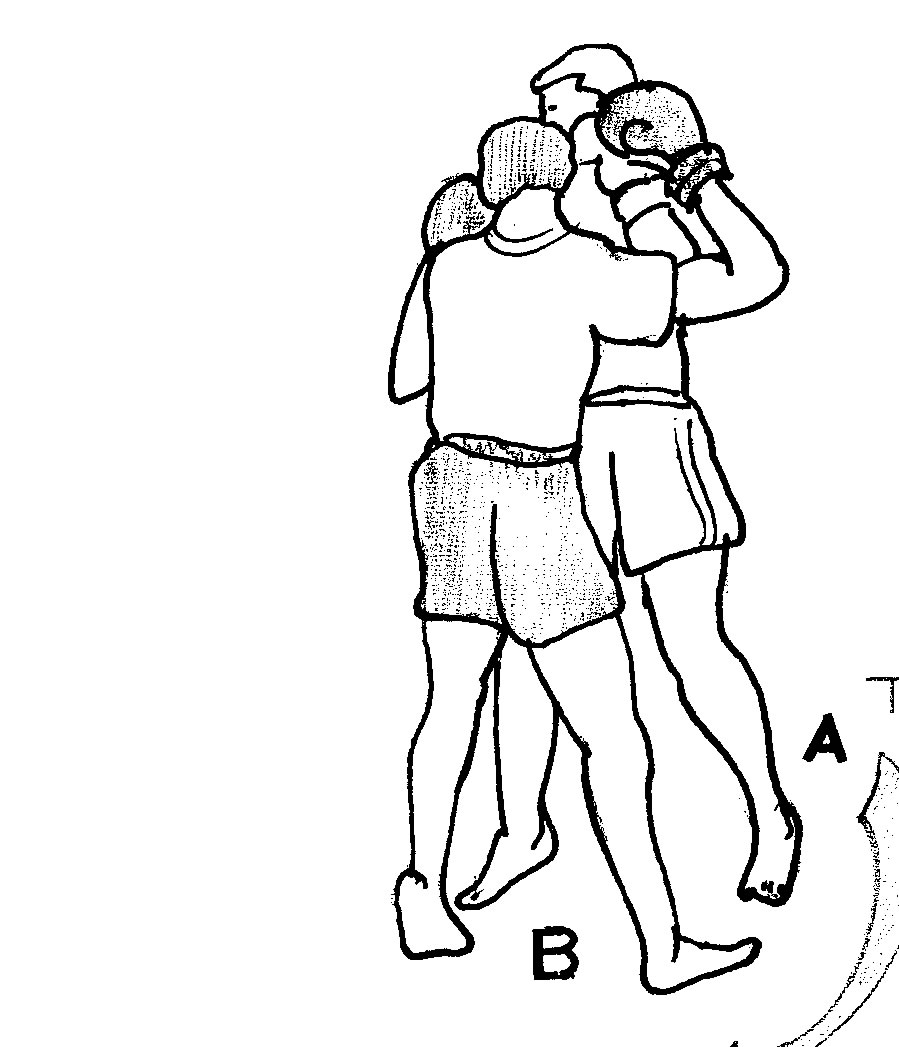
Zwarcie
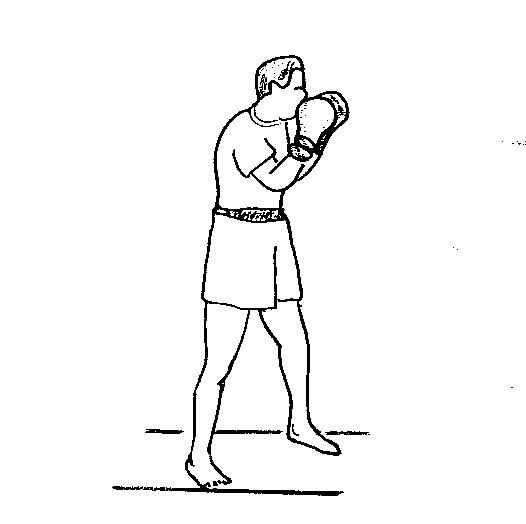
Garda

## Kategorie wagowe

### Boks olimpijski

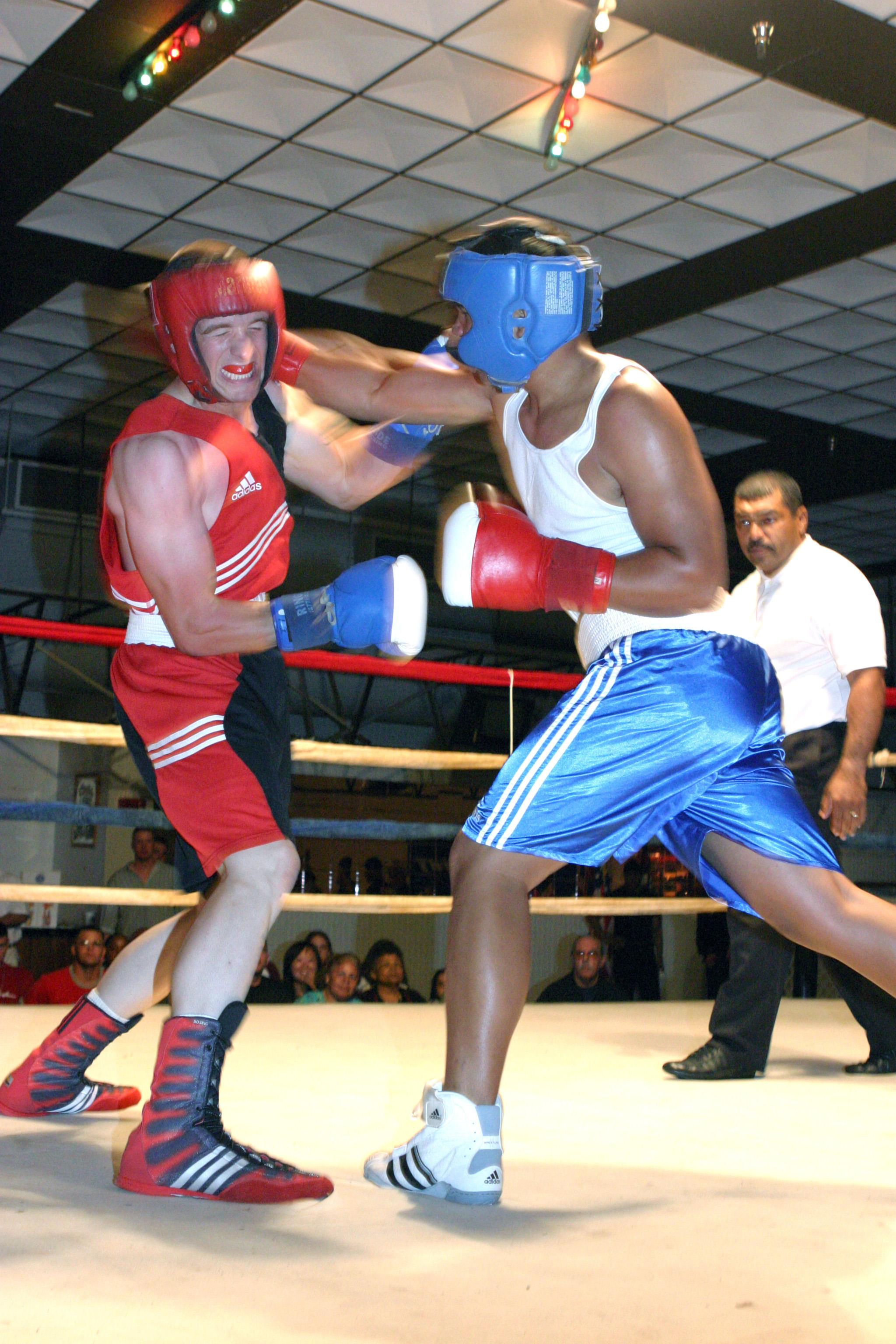
Zawodnicy boksu amatorskiego w kaskach ochronnych

Liczba kategorii wagowych i ich limity zmieniały się na przestrzeni lat. Poniższy podział obowiązuje od 1 września 2010 roku. Do 2003 roku istniała również kategoria lekkośrednia (do 71 kg), a do 2010 roku piórkowa (do 57 kg).
| Kategoria                 | Limit wagowy |
| ------------------------- | ------------ |
| Kategoria papierowa       | 46–49 kg     |
| Kategoria musza           | do 52 kg     |
| Kategoria kogucia         | do 56 kg     |
| Kategoria lekka           | do 60 kg     |
| Kategoria lekkopółśrednia | do 63,5      |
| Kategoria półśrednia      | do 69 kg     |
| Kategoria średnia         | do 75 kg     |
| Kategoria półciężka       | do 81 kg     |
| Kategoria ciężka          | do 91 kg     |
| Kategoria superciężka     | ponad 91 kg  |

### Boks zawodowy

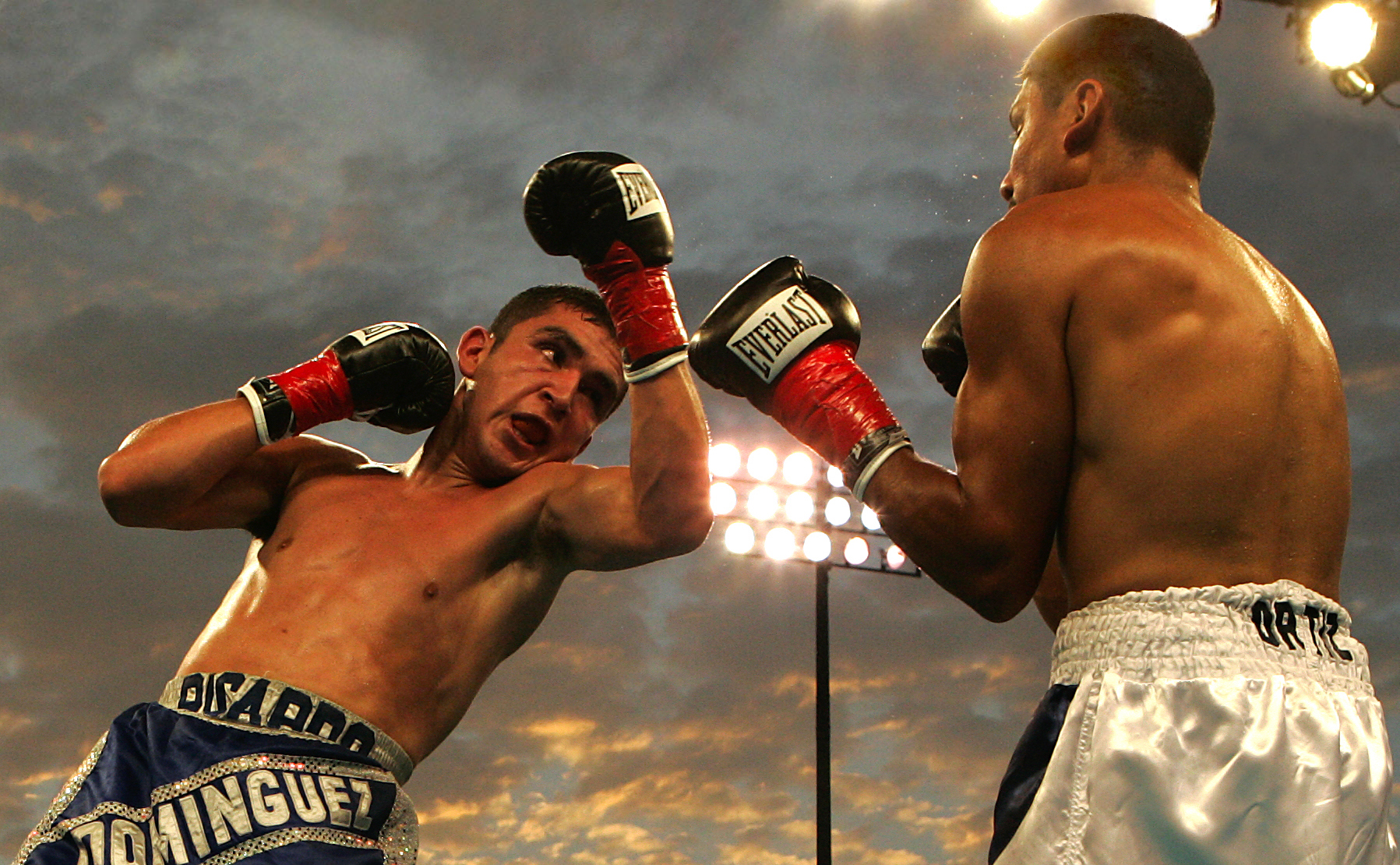
Ricardo Dominguez (z lewej) w walce z Rafaelem Ortizem

| Kategoria                                   | Nazwa angielska    | Limit wagowy                       |
| ------------------------------------------- | ------------------ | ---------------------------------- |
| Kategoria słomkowa                          | Strawweight        | do 105 funtów (do 47,627 kg)       |
| Kategoria junior musza/lekkomusza           | Light Flyweight    | do 108 funtów (do 48,998 kg)       |
| Kategoria musza                             | Flyweight          | do 112 funtów (do 50,820 kg)       |
| Kategoria junior kogucia/supermusza         | Superflyweight     | do 115 funtów (do 52,163 kg)       |
| Kategoria kogucia                           | Bantamweight       | do 118 funtów (do 53,524 kg)       |
| Kategoria junior piórkowa/superkogucia      | Superbantamweight  | do 122 funtów (do 55,338 kg)       |
| Kategoria piórkowa                          | Featherweight      | do 126 funtów (do 57,153 kg)       |
| Kategoria junior lekka/superpiórkowa        | Superfeatherweight | do 130 funtów (do 58,967 kg)       |
| Kategoria lekka                             | Lightweight        | do 135 funtów (do 61,235 kg)       |
| Kategoria junior półśrednia/lekkopółśrednia | Lightwelterweight  | do 140 funtów (do 63,503 kg)       |
| Kategoria półśrednia                        | Welterweight       | do 147 funtów (do 66,678 kg)       |
| Kategoria junior średnia/superpółśrednia    | Superwelterweight  | do 154 funtów (do 69,853 kg)       |
| Kategoria średnia                           | Middleweight       | do 160 funtów (do 72,575 kg)       |
| Kategoria superśrednia                      | Supermiddleweight  | do 168 funtów (do 76,204 kg)       |
| Kategoria półciężka                         | Light Heavyweight  | do 175 funtów (do 79,379 kg)       |
| Kategoria junior ciężka/lekkociężka         | Cruiserweight      | do 200 funtów (do 90,719 kg)       |
| Kategoria ciężka                            | Heavyweight        | ponad 200 funtów (ponad 90,719 kg) |

## Wyposażenie boksera

### Sprzęt ochronny
- Kask ochronny – sprzęt ochronny boksera zabezpieczający części głowy (łuki brwiowe, uszy) przed urazami; najczęściej wykonywane są ze skóry, wewnątrz wypełnione gąbką. Od 1 czerwca 2013 roku Międzynarodowa Federacja Boksu (AIBA) zdecydowała, że pięściarze amatorzy będą rywalizować we wszystkich zawodach międzynarodowych bez kasków[3].
- Ochraniacze podbrzusza – inaczej suspensoria, jest to podpaska mosznowa wykonana z tkaniny elastycznej w kształcie woreczka przymocowanego tasiemkami do paska opasującego biodra, ochraniacz stosowany jest obowiązkowo.
- Ochraniacze zębów i warg – tzw. gumowa szczęka, część wyposażenia osobistego boksera, wykonane są z miękkiego tworzywa (najczęściej kauczuku) w kształcie półokrągłej rynienki, którą można dopasować do górnej szczęki, ochraniacz ten pomaga zabezpieczyć przed utratą zębów (lecz nie chroni całkowicie - znane były przypadki wybicia zębów podczas walki, pomimo używania ochraniacza, np. Mike Tyson) i rozbiciem warg, gdyż siła ciosu jest amortyzowana przez miękką i gładką powierzchnię oraz zabezpiecza przed wybiciem żuchwy z zawiasów, wymuszając konieczność zaciskania szczęki; ochraniacz stosowany jest obowiązkowo.

### Pozostałe
- Buty – buty sznurowane sięgające powyżej kostki, wykonane z miękkiej skóry, z cienką podeszwą gumową bez obcasa; nie powinny posiadać żadnych usztywnień i części metalowych.
- Spodenki – wykonane z materiału np. płótna, popeliny lub grubego jedwabiu, sięgają do połowy uda i posiadają pasek szerokości około siedmiu centymetrów, wykonany z trzech lub czterech gum oddzielnie wszytych w materiał innego koloru niż spodenki.
- Rękawice bokserskie – podstawowy sprzęt boksera, rękawice wykonane są ze skóry, wewnątrz posiadają wyściółkę z włosia końskiego lub spienionego poliuretanu, która stanowi minimum 50% masy całych rękawic; zastosowanie wyściółki ma na celu amortyzowanie siły ciosu i dlatego musi być ona umocowana na stałe, nie może się przesuwać ani zmieniać kształtu. Od wewnątrz rękawice wykończone są płótnem, powinny być możliwie nowe, czyste i jednakowe dla obu zawodników.
- Owijka (tzw. bandaże lub taśmy) – specjalne bandaże, zakładane na dłonie pod rękawice bokserskie, ich zadaniem jest wchłanianie potu oraz stabilizacja nadgarstka i kości śródręcza, co pomaga zapobiegać kontuzjom.

## Urządzenia treningowe

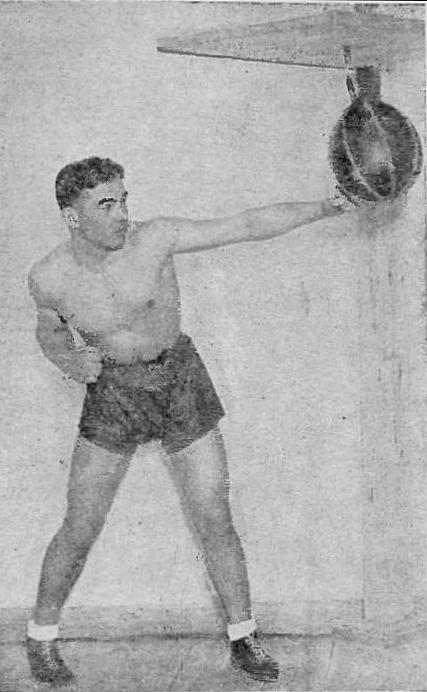
Henryk Chmielewski w treningu z gruszką

- Gruszka bokserska – potocznie nazywana również kukurydziakiem, jest to worek skórzany przypominający kształtem gruszkę o średnicy około 25 cm i wysokości 35 cm, wypełniony grochem, kukurydzą, ścinkami szmat lub kawałkami gumy, przymocowany linką do sufitu, stosowany w treningu bokserskim do ćwiczenia ciosów zadawanych na głowę przeciwnika.
- Worek treningowy – jest to worek w kształcie walca (występuje w wielu rozmiarach) przymocowany linką bądź łańcuchem do sufitu, stosowany do ćwiczenia wszystkich ciosów.
- Głowica na sprężynie – przyrząd bokserski stosowany w treningu do ćwiczeń wyrabiających wyczucie dystansu, refleks i celność ciosów. Głowica na sprężynie zbudowana jest z metalowej podstawy, do której na środku przymocowana jest sprężyna zakończona metalowym prętem z urządzeniem do regulowania wysokości przyrządu, na końcu pręta znajduje się piłka skórzana wypełniona powietrzem, w czasie ćwiczeń wysokość górnej części głowicy nie powinna przekraczać wysokości głowy ćwiczącego.
- Piłka na gumie (refleksówka) – to piłka wykonana z miękkiej skóry, wewnątrz posiada dętkę napełnioną powietrzem, umieszczona w siatce ze sznurka, zawieszona jest na cienkiej gumie na wysokości głowy, stosowana w ćwiczeniach doskonalących wyczucie odległości i rytmu oraz refleks zawodnika.